# Критеријум ди Дофине 2025.
Критеријум ди Дофине 2025. било је 77 издање етапне бициклистичке трке Критеријума ди Дофине, последње под тим називом са обзиром на то да су организатори промијенили назив и од 2026. се зове Тур Оверња-Рона-Алпи. Одржана је у периоду од 8. до 15. јуна у Француској, као 23 трка у оквиру UCI ворлд тура 2025. Вожено је осам етапа, укупна дужина је износила 1.199.6 km, старт је био у Домери, док је последња етапа вожена до Вал Сенија. Вожено је пет брдских етапа, један хронометар и двије планинске, а циљ двије етапе је био на успону. Највећи фаворити су били Тадеј Погачар и Јонас Вингегор, који су неки трку возили заједно први пут у сезони, а Погачар је возио Критеријум ди Дофине први пут послије 2020. Други фаворити су били Ремко Евенепул, Карлос Родригез, Енрик Мас, Флоријан Липовиц, Сантијаго Буитраго, Лени Мартинез и Феликс Гал. Ромен Барде је објавио да ће Критеријум ди Дофине да му буде последња трка у каријери и трећа етапа је стартовала у његовом родном граду Бријуду.
Погачар је побиједио на првој етапи и узео је прву лидерску мајицу, након чега је на другој етапи побиједио Џонатан Милан и преузео мајицу. Евенепул је побиједио на хронометру на четвртој етапи и носио је лидерску мајицу на двије етапе, а затим је Погачар побиједио на шестој и седмој етапи и освојио је трку 59 секунди испред Вингегора, док је на трећем мјесту завршио Липовиц, преко два и по минута иза. Погачар је тако постао трећи актуелни свјетски шампион који је освојио Критеријум ди Дофине, послије Луизона Бобеа 1955. и Бернара Иноа 1987.  Погачар је такође освојио класификацију по поенима, Бруно Армираил брдску, Липовиц класификацију за најбољег младог возача, а тим Визма—лејз а бајк тимску класификацију.

## Тимови
На трци су учествовала 22 тима са по седам возача. Свих 18 ворлд тур тимова имало је аутоматску позивницу и били су обавезни да учествују пошто је трка била у ворлд туру прије 2017. године, док су два најбоља про тур тима за претходну сезону такође имали аутоматску позивницу за све ворлд тур трке, али нису били обавезни да учествују. Лото и Израел—премијер тех су били најбољи про тур тимови на крају сезоне 2024. али је Лото одлучио да прескочи трку, док су специјалне позивнице добили Тотал енержис, Тудор про сајклинг и Уно—Х мобилити.
UCI ворлд тур тимови:
| - Алпесин—декунинк - Аркеа—бб хотелс - Бахреин—викторијус - Визма—лејз а бајк - Групама—ФДЈ - Декатлон АГ2Р ла мондијал - ЕФ едукејшон—изипост - Инеос гренадирс - Интермарше—ванти | - Кофидис - Лидл—трек - Мовистар - Пикник постнл - Ред бул—Бора–ханзго - Судал—Квик-степ - УАЕ тим емирејтс ХРГ - ХДС Астана - Џејко—алула |

UCI про тур тимови:
| - Израел—премијер тех - Тотал енержис | - Тудор про сајклинг - Уно—Х мобилити |

## Новчане награде и бодови

### Новчане награде
Укупан новчани фонд на трци износио је 144.024 евра. Побједник је добио 16.000 евра, другопласирани 8.000, трећепласирани 4.000, четвртопласирани 2.000, а награде је добијало првих 20 возача, с тим да су возачи од 10. до 20. мјеста добијали по 400 евра. Побједници брдске и  класификације по поенима добили су по 2.000 евра, побједник класификације за најбољег младог возача 1.500, а побједник тимске класификације 1.200, док је најагресивнији возач на свакој етапи добијао по 300 евра.
Побједник сваке појединачне етапе добијао је по 4.000 евра, другопласирани 2.000, трећепласирани 1.000, а награде је добијало првих 20 возача, с тим да су возачи од 10. до 20. мјеста добијали по 100 евра.
| Позиција | Етапе      | Класификације     | Класификације            | Класификације        | Класификације       | Класификације        | Класификације        | Класификације |   |
| Позиција | Етапе      | Генерални пласман | Класификација по поенима | Брдска класификација | Најбољи млади возач | Тимска класификација | Најагресивнији возач |               |   |
| -------- | ---------- | ----------------- | ------------------------ | -------------------- | ------------------- | -------------------- | -------------------- | ------------- | - |
| Позиција | Етапе      | 1.                | 4.000 евра               | 16.000 евра          | 2.000 евра          | 2.000 евра           | 1.500 евра           | 1.200 евра    | — |
| 2.       | 2.000 евра | 8.000 евра        | —                        | —                    | —                   | —                    | —                    | —             | — |
| 3.       | 1.000 евра | 4.000 евра        | —                        | —                    | —                   | —                    | —                    | —             | — |
| 4.       | 500 евра   | 2.000 евра        | —                        | —                    | —                   | —                    | —                    | —             | — |
| 5.       | 400 евра   | 1.600 евра        | —                        | —                    | —                   | —                    | —                    | —             | — |
| 6.       | 300 евра   | 1.200 евра        | —                        | —                    | —                   | —                    | —                    | —             | — |
| 7.       | 300 евра   | 1.200 евра        | —                        | —                    | —                   | —                    | —                    | —             | — |
| 8.       | 200 евра   | 800 евра          | —                        | —                    | —                   | —                    | —                    | —             | — |
| 9.       | 200 евра   | 800 евра          | —                        | —                    | —                   | —                    | —                    | —             | — |
| 10.      | 100 евра   | 400 евра          | —                        | —                    | —                   | —                    | —                    | —             | — |
| 11.      | 100 евра   | 400 евра          | —                        | —                    | —                   | —                    | —                    | —             | — |
| 12.      | 100 евра   | 400 евра          | —                        | —                    | —                   | —                    | —                    | —             | — |
| 13.      | 100 евра   | 400 евра          | —                        | —                    | —                   | —                    | —                    | —             | — |
| 14.      | 100 евра   | 400 евра          | —                        | —                    | —                   | —                    | —                    | —             | — |
| 15.      | 100 евра   | 400 евра          | —                        | —                    | —                   | —                    | —                    | —             | — |
| 16.      | 100 евра   | 400 евра          | —                        | —                    | —                   | —                    | —                    | —             | — |
| 17.      | 100 евра   | 400 евра          | —                        | —                    | —                   | —                    | —                    | —             | — |
| 18.      | 100 евра   | 400 евра          | —                        | —                    | —                   | —                    | —                    | —             | — |
| 19.      | 100 евра   | 400 евра          | —                        | —                    | —                   | —                    | —                    | —             | — |
| 20.      | 100 евра   | 400 евра          | —                        | —                    | —                   | —                    | —                    | —             | — |
| Дневно   |            |                   |                          |                      |                     |                      | 300 евра             |               |   |

### Бодови
Бодове у  свјетском рангирању добили су првих 60 возача. Побједник трке је добио 500, другопласирани 400, трећепласирани 325, четвртопласирани 275, а петопласирани 225. Бодове је добијало првих десет возача на свакој етапи, побједник 60, другопласирани 40, а трећепласирани 30, док је лидер трке добијао по 10 бодова на свакој етапи.
| Позиција | Генерални пласман | Етапе |
| -------- | ----------------- | ----- |
| 1.       | 500               | 60    |
| 2.       | 400               | 40    |
| 3.       | 325               | 30    |
| 4.       | 275               | 25    |
| 5.       | 225               | 20    |
| 6.       | 175               | 15    |
| 7.       | 150               | 10    |
| 8.       | 125               | 8     |
| 9.       | 100               | 5     |
| 10.      | 85                | 2     |
| 11.      | 70                | —     |
| 12.      | 60                | —     |
| 13.      | 50                | —     |
| 14.      | 40                | —     |
| 15.      | 35                | —     |
| 16—20.   | 30                | —     |
| 21—30.   | 20                | —     |
| 31—50.   | 10                | —     |
| 51—55.   | 5                 | —     |
| 56—60.   | 3                 | —     |
| Дневно   | 10                | —     |

## Рута и етапе
| Етапа  | Датум   | Рута                          | Дистанца | Тип     | Тип                     | Побједник            | Реф.   |
| ------ | ------- | ----------------------------- | -------- | ------- | ----------------------- | -------------------- | ------ |
| 1.     | 8. јун  | Домера — Монлисон             | 195,8    |         | Брдска етапа            | Тадеј Погачар (СЛО)  | [ 25 ] |
| 2.     | 9. јун  | Премија — Изоар               | 204,6    |         | Брдска етапа            | Џонатан Милан (ИТА)  | [ 26 ] |
| 3.     | 10. јун | Бријуд — Шарантоне            | 207,2    |         | Брдска етапа            | Иван Ромео (ШПА)     | [ 27 ] |
| 4.     | 11. јун | Шарм сир Рон — Сен Пере       | 17,4     |         | Индивидуални хронометар | Ремко Евенепул (БЕЛ) | [ 28 ] |
| 5.     | 12. јун | Сен Пријест — Макон           | 183      |         | Брдска етапа            | Џеки Стјуарт (УК)    | [ 29 ] |
| 6.     | 13. јун | Валсерон — Комблу             | 126,7    |         | Средња планинска етапа  | Тадеј Погачар (СЛО)  | [ 30 ] |
| 7.     | 14. јун | Гран Егебланш — Валменје 1800 | 131,6    |         | Планинска етапа         | Тадеј Погачар (СЛО)  | [ 31 ] |
| 8.     | 15. јун | Вал д’Арк — Вал Сени          | 133,3    |         | Планинска етапа         | Лени Мартинез (ФРА)  | [ 32 ] |
| Укупно | Укупно  | Укупно                        | 1.199.6  | 1.199.6 | 1.199.6                 | 1.199.6              |        |

## Етапе

### 1. етапа
8. јун 2025. — Домера — Монлисон, 195,8 km
| Позиција | Возач                   | Тим                       | Вријеме    |
| -------- | ----------------------- | ------------------------- | ---------- |
| 1.       | Тадеј Погачар (СЛО)     | УАЕ тим емирејтс ХРГ      | 4ч 40' 12" |
| 2.       | Јонас Вингегор (ДАН)    | Визма—лејз а бајк         | + 0"       |
| 3.       | Метју ван дер Пул (ХОЛ) | Алпесин—декунинк          | + 0"       |
| 4.       | Ремко Евенепул (БЕЛ)    | Судал—Квик-степ           | + 0"       |
| 5.       | Џеки Стјуарт (УК)       | Израел—премијер тех       | + 0"       |
| 6.       | Иго Пејџ (ФРА)          | Интермарше—ванти          | + 0"       |
| 7.       | Бастјен Тронхон (ФРА)   | Декатлон АГ2Р ла мондијал | + 0"       |
| 8.       | Клемен Вентурини (ФРА)  | Аркеа—бб хотелс           | + 0"       |
| 9.       | Бенжамен Томас (ФРА)    | Кофидис                   | + 0"       |
| 10.      | Пол Пенет (ФРА)         | Групама—ФДЈ               | + 0"       |

| Позиција | Возач                   | Тим                       | Вријеме    |
| -------- | ----------------------- | ------------------------- | ---------- |
| 1.       | Тадеј Погачар (СЛО)     | УАЕ тим емирејтс ХРГ      | 4ч 40' 02" |
| 2.       | Јонас Вингегор (ДАН)    | Визма—лејз а бајк         | + 4"       |
| 3.       | Метју ван дер Пул (ХОЛ) | Алпесин—декунинк          | + 6"       |
| 4.       | Нилс Полит (ЊЕМ)        | УАЕ тим емирејтс ХРГ      | + 9"       |
| 5.       | Ремко Евенепул (БЕЛ)    | Судал—Квик-степ           | + 10"      |
| 6.       | Џеки Стјуарт (УК)       | Израел—премијер тех       | + 10"      |
| 7.       | Иго Пејџ (ФРА)          | Интермарше—ванти          | + 10"      |
| 8.       | Бастјен Тронхон (ФРА)   | Декатлон АГ2Р ла мондијал | + 10"      |
| 9.       | Клемен Вентурини (ФРА)  | Аркеа—бб хотелс           | + 10"      |
| 10.      | Бенжамен Томас (ФРА)    | Кофидис                   | + 10"      |

### 2. етапа
9. јун 2025. — Премија — Изоар, 204,6 km
| Позиција | Возач                   | Тим                       | Вријеме    |
| -------- | ----------------------- | ------------------------- | ---------- |
| 1.       | Џонатан Милан (ИТА)     | Лидл—трек                 | 4ч 54' 49" |
| 2.       | Фред Рајт (УК)          | Бахреин—викторијус        | + 0"       |
| 3.       | Метју ван дер Пул (ХОЛ) | Алпесин—декунинк          | + 0"       |
| 4.       | Стиан Фредхајм (НОР)    | Уно—Х мобилити            | + 0"       |
| 5.       | Емилјен Женије (ФРА)    | Тотал енержисоииииии8     | + 0"       |
| 6.       | Бастјен Тронхон (ФРА)   | Декатлон АГ2Р ла мондијал | + 0"       |
| 7.       | Јевгениј Федоров (КАЗ)  | ХДС Астана                | + 0"       |
| 8.       | Матис Лувел (ФРА)       | Израел—премијер тех       | + 0"       |
| 9.       | Клемен Вентурини (ФРА)  | Аркеа—бб хотелс           | + 0"       |
| 10.      | Матео Трентин (ИТА)     | Тудор про сајклинг        | + 0"       |

| Позиција | Возач                   | Тим                       | Вријеме    |
| -------- | ----------------------- | ------------------------- | ---------- |
| 1.       | Џонатан Милан (ИТА)     | Лидл—трек                 | 9ч 34' 51" |
| 2.       | Тадеј Погачар (СЛО)     | УАЕ тим емирејтс ХРГ      | + 0"       |
| 3.       | Метју ван дер Пул (ХОЛ) | Алпесин—декунинк          | + 2"       |
| 4.       | Фред Рајт (УК)          | Бахреин—викторијус        | + 4"       |
| 5.       | Јонас Вингегор (ДАН)    | Визма—лејз а бајк         | + 4"       |
| 6.       | Иго Пејџ (ФРА)          | Интермарше—ванти          | + 8"       |
| 7.       | Андерс Фолдагер (ДАН)   | Џејко—алула               | + 9"       |
| 8.       | Нилс Полит (ЊЕМ)        | УАЕ тим емирејтс ХРГ      | + 9"       |
| 9.       | Бастјен Тронхон (ФРА)   | Декатлон АГ2Р ла мондијал | + 10"      |
| 10.      | Емилјен Женије (ФРА)    | Тотал енержис             | + 10"      |

### 3. етапа
10. јун 2025. — Бријуд — Шарантоне, 207,2 km
| Позиција | Возач                   | Тим                 | Вријеме    |
| -------- | ----------------------- | ------------------- | ---------- |
| 1.       | Иван Ромео (ШПА)        | Мовистар            | 4ч 34' 10" |
| 2.       | Харолд Техада (КОЛ)     | ХДС Астана          | + 14"      |
| 3.       | Луј Баре (ФРА)          | Интермарше—ванти    | + 14"      |
| 4.       | Флоријан Липовиц (ЊЕМ)  | Ред бул—Бора–ханзго | + 14"      |
| 5.       | Метју ван дер Пул (ХОЛ) | Алпесин—декунинк    | + 27"      |
| 6.       | Аксел Лоренс (ФРА)      | Инеос гренадирс     | + 27"      |
| 7.       | Брис Ролан (ФРА)        | Групама—ФДЈ         | + 27"      |
| 8.       | Жилијен Бернар (ФРА)    | Лидл—трек           | + 27"      |
| 9.       | Андреас Лекнесунд (НОР) | Уно—Х мобилити      | + 27"      |
| 10.      | Еди Данбар (ИРС)        | Џејко—алула         | + 29"      |

| Позиција | Возач                   | Тим                  | Вријеме     |
| -------- | ----------------------- | -------------------- | ----------- |
| 1.       | Иван Ромео (ШПА)        | Мовистар             | 14ч 09' 01" |
| 2.       | Луј Баре (ФРА)          | Интермарше—ванти     | + 17"       |
| 3.       | Харолд Техада (КОЛ)     | ХДС Астана           | + 18"       |
| 4.       | Флоријан Липовиц (ЊЕМ)  | Ред бул—Бора–ханзго  | + 24"       |
| 5.       | Метју ван дер Пул (ХОЛ) | Алпесин—декунинк     | + 57"       |
| 6.       | Брис Ролан (ФРА)        | Групама—ФДЈ          | + 37"       |
| 7.       | Андреас Лекнесунд (НОР) | Уно—Х мобилити       | + 37"       |
| 8.       | Еди Данбар (ИРС)        | Џејко—алула          | + 39"       |
| 9.       | Тадеј Погачар (СЛО)     | УАЕ тим емирејтс ХРГ | + 1' 06"    |
| 10.      | Фред Рајт (УК)          | Бахреин—викторијус   | + 1' 12"    |

### 4. етапа
11. јун 2025. — Премија — Изоар, 17,4 km
| Позиција | Возач                   | Тим                       | Вријеме  |
| -------- | ----------------------- | ------------------------- | -------- |
| 1.       | Ремко Евенепул (БЕЛ)    | Судал—Квик-степ           | 20' 50"  |
| 2.       | Јонас Вингегор (ДАН)    | Визма—лејз а бајк         | + 21"    |
| 3.       | Матео Јоргенсон (САД)   | Визма—лејз а бајк         | + 38"    |
| 4.       | Тадеј Погачар (СЛО)     | УАЕ тим емирејтс ХРГ      | + 49"    |
| 5.       | Флоријан Липовиц (ЊЕМ)  | Ред бул—Бора–ханзго       | + 57"    |
| 6.       | Метју ван дер Пул (ХОЛ) | Алпесин—декунинк          | + 1' 02" |
| 7.       | Реми Кавања (ФРА)       | Групама—ФДЈ               | + 1' 07" |
| 8.       | Еди Данбар (ИРС)        | Џејко—алула               | + 1' 10" |
| 9.       | Тобијас Фос (НОР)       | Инеос гренадирс           | + 1' 10" |
| 10.      | Пол Сегзас (ФРА)        | Декатлон АГ2Р ла мондијал | + 1' 12" |

| Позиција | Возач                   | Тим                  | Вријеме     |
| -------- | ----------------------- | -------------------- | ----------- |
| 1.       | Ремко Евенепул (БЕЛ)    | Судал—Квик-степ      | 14ч 31' 08" |
| 2.       | Флоријан Липовиц (ЊЕМ)  | Ред бул—Бора–ханзго  | + 4"        |
| 3.       | Иван Ромео (ШПА)        | Мовистар             | + 9"        |
| 4.       | Метју ван дер Пул (ХОЛ) | Алпесин—декунинк     | + 14"       |
| 5.       | Јонас Вингегор (ДАН)    | Визма—лејз а бајк    | + 16"       |
| 6.       | Еди Данбар (ИРС)        | Џејко—алула          | + 30"       |
| 7.       | Харолд Техада (КОЛ)     | ХДС Астана           | + 30"       |
| 8.       | Тадеј Погачар (СЛО)     | УАЕ тим емирејтс ХРГ | + 38"       |
| 9.       | Матео Јоргенсон (САД)   | Визма—лејз а бајк    | + 39"       |
| 10.      | Луј Баре (ФРА)          | Интермарше—ванти     | + 1' 03"    |

### 5. етапа
12. јун 2025. — Сен Пријест — Макон, 183 km
| Позиција | Возач                   | Тим                       | Вријеме    |
| -------- | ----------------------- | ------------------------- | ---------- |
| 1.       | Џеки Стјуарт (УК)       | Израел—премијер тех       | 4ч 03' 46" |
| 2.       | Аксел Лоренс (ФРА)      | Инеос гренадирс           | + 0"       |
| 3.       | Серен Вареншолд (НОР)   | Уно—Х мобилити            | + 0"       |
| 4.       | Лоренс Пичи (НЗЛ)       | Ред бул—Бора–ханзго       | + 0"       |
| 5.       | Џонатан Милан (ИТА)     | Лидл—трек                 | + 0"       |
| 6.       | Пол Пенет (ФРА)         | Групама—ФДЈ               | + 0"       |
| 7.       | Емилјен Женије (ФРА)    | Тотал енержис             | + 0"       |
| 8.       | Фред Рајт (УК)          | Бахреин—викторијус        | + 0"       |
| 9.       | Метју ван дер Пул (ХОЛ) | Алпесин—декунинк          | + 0"       |
| 10.      | Бастјен Тронхон (ФРА)   | Декатлон АГ2Р ла мондијал | + 0"       |

| Позиција | Возач                   | Тим                       | Вријеме     |
| -------- | ----------------------- | ------------------------- | ----------- |
| 1.       | Ремко Евенепул (БЕЛ)    | Судал—Квик-степ           | 18ч 34' 54" |
| 2.       | Флоријан Липовиц (ЊЕМ)  | Ред бул—Бора–ханзго       | + 4"        |
| 3.       | Иван Ромео (ШПА)        | Мовистар                  | + 9"        |
| 4.       | Метју ван дер Пул (ХОЛ) | Алпесин—декунинк          | + 14"       |
| 5.       | Јонас Вингегор (ДАН)    | Визма—лејз а бајк         | + 16"       |
| 6.       | Еди Данбар (ИРС)        | Џејко—алула               | + 30"       |
| 7.       | Тадеј Погачар (СЛО)     | УАЕ тим емирејтс ХРГ      | + 38"       |
| 8.       | Матео Јоргенсон (САД)   | Визма—лејз а бајк         | + 39"       |
| 9.       | Луј Баре (ФРА)          | Интермарше—ванти          | + 1' 03"    |
| 10.      | Пол Сегзас (ФРА)        | Декатлон АГ2Р ла мондијал | + 1' 13"    |

### 6. етапа
13. јун 2025. — Валсерон — Комблу, 126,7 km
| Позиција | Возач                          | Тим                       | Вријеме    |
| -------- | ------------------------------ | ------------------------- | ---------- |
| 1.       | Тадеј Погачар (СЛО)            | УАЕ тим емирејтс ХРГ      | 2ч 59' 46" |
| 2.       | Јонас Вингегор (ДАН)           | Визма—лејз а бајк         | + 1' 01"   |
| 3.       | Флоријан Липовиц (ЊЕМ)         | Ред бул—Бора–ханзго       | + 1' 22"   |
| 4.       | Матео Јоргенсон (САД)          | Визма—лејз а бајк         | + 1' 30"   |
| 5.       | Ремко Евенепул (БЕЛ)           | Судал—Квик-степ           | + 1' 50"   |
| 6.       | Алекс Боден (ФРА)              | ЕФ едукејшон—изипост      | + 1' 56"   |
| 7.       | Тобијас Халанд Јоханесен (НОР) | Уно—Х мобилити            | + 2' 03"   |
| 8.       | Луј Баре (ФРА)                 | Интермарше—ванти          | + 2' 04"   |
| 9.       | Бен Тулет (УК)                 | Визма—лејз а бајк         | + 2' 04"   |
| 10.      | Пол Сегзас (ФРА)               | Декатлон АГ2Р ла мондијал | + 2' 04"   |

| Позиција | Возач                          | Тим                       | Вријеме     |
| -------- | ------------------------------ | ------------------------- | ----------- |
| 1.       | Тадеј Погачар (СЛО)            | УАЕ тим емирејтс ХРГ      | 21ч 35' 08" |
| 2.       | Јонас Вингегор (ДАН)           | Визма—лејз а бајк         | + 43"       |
| 3.       | Флоријан Липовиц (ЊЕМ)         | Ред бул—Бора–ханзго       | + 54"       |
| 4.       | Ремко Евенепул (БЕЛ)           | Судал—Квик-степ           | + 1' 22"    |
| 5.       | Матео Јоргенсон (САД)          | Визма—лејз а бајк         | + 1' 22"    |
| 6.       | Еди Данбар (ИРС)               | Џејко—алула               | + 2' 28"    |
| 7.       | Луј Баре (ФРА)                 | Интермарше—ванти          | + 2' 39"    |
| 8.       | Пол Сегзас (ФРА)               | Декатлон АГ2Р ла мондијал | + 2' 49"    |
| 9.       | Тобијас Халанд Јоханесен (НОР) | Уно—Х мобилити            | + 3' 21"    |
| 10.      | Бен Тулет (УК)                 | Визма—лејз а бајк         | + 3' 26"    |

### 7. етапа
14. јун 2025. — Гран Егебланш — Валменје 1800, 131,6 km
| Позиција | Возач                          | Тим                  | Вријеме    |
| -------- | ------------------------------ | -------------------- | ---------- |
| 1.       | Тадеј Погачар (СЛО)            | УАЕ тим емирејтс ХРГ | 4ч 10' 00" |
| 2.       | Јонас Вингегор (ДАН)           | Визма—лејз а бајк    | + 14"      |
| 3.       | Флоријан Липовиц (ЊЕМ)         | Ред бул—Бора–ханзго  | + 1' 21"   |
| 4.       | Тобијас Халанд Јоханесен (НОР) | Уно—Х мобилити       | + 2' 26"   |
| 5.       | Ремко Евенепул (БЕЛ)           | Судал—Квик-степ      | + 2' 39"   |
| 6.       | Бен Тулет (УК)                 | Визма—лејз а бајк    | + 3' 48"   |
| 7.       | Енрик Мас (ШПА)                | Мовистар             | + 3' 48"   |
| 8.       | Емануел Букман (ЊЕМ)           | Кофидис              | + 3' 51"   |
| 9.       | Карлос Родригез (ШПА)          | Инеос гренадирс      | + 3' 51"   |
| 10.      | Гијом Мартен (ФРА)             | Групама—ФДЈ          | + 3' 51"   |

| Позиција | Возач                          | Тим                       | Вријеме     |
| -------- | ------------------------------ | ------------------------- | ----------- |
| 1.       | Тадеј Погачар (СЛО)            | УАЕ тим емирејтс ХРГ      | 25ч 44' 58" |
| 2.       | Јонас Вингегор (ДАН)           | Визма—лејз а бајк         | + 1' 01"    |
| 3.       | Флоријан Липовиц (ЊЕМ)         | Ред бул—Бора–ханзго       | + 2' 21"    |
| 4.       | Ремко Евенепул (БЕЛ)           | Судал—Квик-степ           | + 4' 11"    |
| 5.       | Тобијас Халанд Јоханесен (НОР) | Уно—Х мобилити            | + 5' 55"    |
| 6.       | Пол Сегзас (ФРА)               | Декатлон АГ2Р ла мондијал | + 6' 50"    |
| 7.       | Матео Јоргенсон (САД)          | Визма—лејз а бајк         | + 7' 18"    |
| 8.       | Бен Тулет (УК)                 | Визма—лејз а бајк         | + 7' 24"    |
| 9.       | Карлос Родригез (ШПА)          | Инеос гренадирс           | + 7' 41"    |
| 10.      | Енрик Мас (ШПА)                | Мовистар                  | + 7' 43"    |

### 8. етапа
15. јун 2025. — Вал д’Арк — Вал Сени, 133,3 km
| Позиција | Возач                          | Тим                  | Вријеме     |
| -------- | ------------------------------ | -------------------- | ----------- |
| 1.       | Лени Мартинез (ФРА)            | Бахреин—викторијус   | 3ч 34' 18"} |
| 2.       | Јонас Вингегор (ДАН)           | Визма—лејз а бајк    | + 34"       |
| 3.       | Тадеј Погачар (СЛО)            | УАЕ тим емирејтс ХРГ | + 34"       |
| 4.       | Матео Јоргенсон (САД)          | Визма—лејз а бајк    | + 40"       |
| 5.       | Ремко Евенепул (БЕЛ)           | Судал—Квик-степ      | + 40"       |
| 6.       | Енрик Мас (ШПА)                | Мовистар             | + 45"       |
| 7.       | Флоријан Липовиц (ЊЕМ)         | Ред бул—Бора–ханзго  | + 47"       |
| 8.       | Тобијас Халанд Јоханесен (НОР) | Уно—Х мобилити       | + 47"       |
| 9.       | Бен Хили (ИРС)                 | ЕФ едукејшон—изипост | + 1' 01"    |
| 10.      | Сеп Кус (САД)                  | Визма—лејз а бајк    | + 1' 01"    |

| Позиција | Возач                          | Тим                       | Вријеме     |
| -------- | ------------------------------ | ------------------------- | ----------- |
| 1.       | Тадеј Погачар (СЛО)            | УАЕ тим емирејтс ХРГ      | 29ч 19' 46" |
| 2.       | Јонас Вингегор (ДАН)           | Визма—лејз а бајк         | + 59"       |
| 3.       | Флоријан Липовиц (ЊЕМ)         | Ред бул—Бора–ханзго       | + 2' 38"    |
| 4.       | Ремко Евенепул (БЕЛ)           | Судал—Квик-степ           | + 4' 21"    |
| 5.       | Тобијас Халанд Јоханесен (НОР) | Уно—Х мобилити            | + 6' 12"    |
| 6.       | Матео Јоргенсон (САД)          | Визма—лејз а бајк         | + 7' 28"    |
| 7.       | Енрик Мас (ШПА)                | Мовистар                  | + 7' 57"    |
| 8.       | Пол Сегзас (ФРА)               | Декатлон АГ2Р ла мондијал | + 8' 25"    |
| 9.       | Карлос Родригез (ШПА)          | Инеос гренадирс           | + 8' 57"    |
| 10.      | Гијом Мартен (ФРА)             | Групама—ФДЈ               | + 10' 01"   |

## Класификације
На Критеријуму ди Дофине додјељивале су се четири различите мајице за четири класификације, а поред њих је постојала и тимска класификација и награда за најагресивнијег возача која се додјељивала на свакој етапи.
- Прва и најважнија класификација био је генерални пласман, јер је побједник генералног пласмана такође и побједник трке.[22] Пласман се рачунао тако што су се на времена возача остварена на првој етапи, додавала времена остварена на свакој наредној.[22] Три првопласирана возача на свакој етапи, осим на хронометру, добијали су временску бонификацију од 10, 6 и 4 секунде, док се на по једном пролазном циљу на свакој етапи додјељивала временска бонификација од 3, 2 и 1 секунде.[20] Возач са најмањим укупним временом у току трку носио је жуту мајицу са плавом пругом и сматра се побједником на крају трке.[50] У случају да су возачи били изједначени гледале су се стотинке остварене на хронометру, затим пласман на етапама, а у случају да су били изједначени у свему, гледао се пласман на последњој етапи.[22]

- Једна од другостепених класификација била је класификација по поенима. На свакој етапи поене је добијало првих десет возача, а број поена који се додјељивао је зависио од типа етапе.[22] На етапама 1, 2, 3 и 5 побједник је добијао 25 поена, другопласирани 22, трећепласирани 20, док су возачи од четвртог до десетог мјеста добијали 18, 16, 14, 12, 10, 8 и 6, поена.[22] На етапама 4, 6, 7 и 8 побједник је добијао 15 поена, другопласирани 12, трећепласирани 10, док су возачи од четвртог до десетог мјеста добијали 8, 6, 5, 4, 3, 2 и 1 поен.[22] На по једном пролазном циљу на свакој етапи поене су добијала три првопласирана возача, 10, 6 и 4 поена.[22] Лидер класификације је носио тамно зелену мајицу,[50] а у случају да су возачи били изједначени, гледао се број етапних побједа, а затим број побједа на пролазним циљевима, док се као последња опција гледала позиција возача у генералном пласману на крају трке.[22]

- Једна од другостепених класификација била је и брдска класификација, за коју су се поени додјељивали првим возачима који пређу преко означених успона, који су били категоризовани у пет категорија.[22] На успонима екстра категорије поене је добијало десет првопласираних возача, 15, 12, 10, 8, 6, 5, 4, 3, 2 и 1, на успонима прве категорије поене је добијало шест првопласираних возача, 10, 8, 6, 4, 2 и 1 поен, на успонима друге категорије поене су добијала четири првопласирана возача, 5, 3, 2 и 1 поен, на успонима треће категорије поене су добијала два првопласирана возача, 2 и 1 поен, а на успонима четврте категорије поене је добијао само првопласирани возач, 1 поен.[22] Лидер класификације носио је тачкасту мајицу, плаву мајицу са бијелим тачкама,[50] а у случају да су возачи били изједначени прво се гледао број првих мјеста на успонима екстра категорије, затим на успонима прве, друге, треће и четврте категорије, а ако су били изједначени по свему, гледала се позиција у генералном пласману.[22]

- Четврта мајица која се додјељивала је за најбољег младог возача. У класификацији су се такмичили само возачи млађи од 25 година, а лидер се одлучивао према оствареном времену, исто као и за генерални пласман.[22] Пласман се рачунао тако што су се на времена возача остварена на првој етапи, додавала времена остварена на свакој наредној.[22] Три првопласирана возача на свакој етапи добијали су временску бонификацију од 10, 6 и 4 секунде.[20] Возач са најмањим укупним временом у току трку носио је бијелу мајицу и сматра се побједником класификације на крају трке.[50] У случају да су возачи били изједначени гледале су се стотинке остварене на хронометру, затим позиције на етапама, а у случају да су били изједначени у свему, гледао се пласман на последњој етапи.[22]

- Једна од класификација је била тимска класификација, која се рачунала тако што су се на крају сваке етапе сабирала времена прве тројице возача из сваког тима, а водећи тим био је тим са најмањим укупним временом.[22] У случају да су тимови били изједначени, рачунао се број првих мјеста у тимској класификацији по етапама, а затим број других, трећих, четвртих мјеста итд. док се као последња опција гледала позиција возача у генералном пласману.[22] Сваки тим који би на трци остао са мање од три возача био је дисквалификован из класификације.[20] На свакој етапи осим на хронометру додјељивала се награда за најагресивнијег возача, којег су бирале судије и носио је црвени број на дресу на наредној етапи.[20]

| Етапа | Побједник      | Генерални пласман · | Класификација по поенима · | Брдска класификација · | Најбољи млади возач · | Тимска класификација · | Најагресивнији возач |
| ----- | -------------- | ------------------- | -------------------------- | ---------------------- | --------------------- | ---------------------- | -------------------- |
| 1.    | Тадеј Погачар  | Тадеј Погачар       | Тадеј Погачар              | Пол Урселен            | Ремко Евенепул        | Визма—лејз а бајк      | Пјер Тјери           |
| 2.    | Џонатан Милан  | Џонатан Милан       | Метју ван дер Пул          | Пол Урселен            | Џонатан Милан         | Визма—лејз а бајк      | Пол Урселен          |
| 3.    | Иван Ромео     | Иван Ромео          | Метју ван дер Пул          | Пол Урселен            | Иван Ромео            | Мовистар               | Метју ван дер Пул    |
| 4.    | Ремко Евенепул | Ремко Евенепул      | Метју ван дер Пул          | Пол Урселен            | Ремко Евенепул        | Визма—лејз а бајк      | Није додијељена      |
| 5.    | Џеки Стјуарт   | Ремко Евенепул      | Метју ван дер Пул          | Пол Урселен            | Ремко Евенепул        | Визма—лејз а бајк      | Бенжамен Томас       |
| 6.    | Тадеј Погачар  | Тадеј Погачар       | Метју ван дер Пул          | Алекс Боден            | Флоријан Липовиц      | Визма—лејз а бајк      | Алекс Боден          |
| 7.    | Тадеј Погачар  | Тадеј Погачар       | Тадеј Погачар              | Тадеј Погачар          | Флоријан Липовиц      | Визма—лејз а бајк      | Ромен Барде          |
| 8.    | Лени Мартинез  | Тадеј Погачар       | Тадеј Погачар              | Бруно Армираил         | Флоријан Липовиц      | Визма—лејз а бајк      | Метју ван дер Пул    |
| Крај  | Крај           | Тадеј Погачар       | Тадеј Погачар              | Бруно Армираил         | Флоријан Липовиц      | Визма—лејз а бајк      |                      |

## Резултати
| Легенда | Легенда                                      | Легенда | Легенда                                                     | Легенда |
| ------- | -------------------------------------------- | ------- | ----------------------------------------------------------- | ------- |
|         | Означава побједника генералног пласмана      |         | Означава побједника класификације за најбољег младог возача |         |
|         | Означава побједника класификације по поенима |         | Означава побједника тимске класификације                    |         |
|         | Означава побједника брдске класификације     |         | Означава најагресивнијег возача                             |         |

### Генерални пласман
| Позиција | Возач                          | Тим                       | Вријеме     |
| -------- | ------------------------------ | ------------------------- | ----------- |
| 1.       | Тадеј Погачар (СЛО)            | УАЕ тим емирејтс ХРГ      | 29ч 19' 46" |
| 2.       | Јонас Вингегор (ДАН)           | Визма—лејз а бајк         | + 59        |
| 3.       | Флоријан Липовиц (ЊЕМ)         | Ред бул—Бора–ханзго       | + 2' 38"    |
| 4.       | Ремко Евенепул (БЕЛ)           | Судал—Квик-степ           | + 4' 21"    |
| 5.       | Тобијас Халанд Јоханесен (НОР) | Уно—Х мобилити            | + 6' 12"    |
| 6.       | Матео Јоргенсон (САД)          | Визма—лејз а бајк         | + 7' 28"    |
| 7.       | Енрик Мас (ШПА)                | Мовистар                  | + 7' 57"    |
| 8.       | Пол Сегзас (ФРА)               | Декатлон АГ2Р ла мондијал | + 8' 25"    |
| 9.       | Карлос Родригез (ШПА)          | Инеос гренадирс           | + 8' 57"    |
| 10.      | Гијом Мартен (ФРА)             | Групама—ФДЈ               | \|+ 10' 01" |

### Класификација по поенима
| Позиција | Возач                   | Тим                       | Поени |
| -------- | ----------------------- | ------------------------- | ----- |
| 1.       | Тадеј Погачар (СЛО)     | УАЕ тим емирејтс ХРГ      | 79    |
| 2.       | Метју ван дер Пул (ХОЛ) | Алпесин—декунинк          | 79    |
| 3.       | Јонас Вингегор (ДАН)    | Визма—лејз а бајк         | 70    |
| 4.       | Ремко Евенепул (БЕЛ)    | Судал—Квик-степ           | 55    |
| 5.       | Флоријан Липовиц (ЊЕМ)  | Ред бул—Бора–ханзго       | 48    |
| 6.       | Џонатан Милан (ИТА)     | Лидл—трек                 | 41    |
| 7.       | Аксел Лоренс (ФРА)      | Инеос гренадирс           | 36    |
| 8.       | Луј Баре (ФРА)          | Интермарше—ванти          | 33    |
| 9.       | Бастјен Тронхон (ФРА)   | Декатлон АГ2Р ла мондијал | 32    |
| 10.      | Фред Рајт (УК)          | Бахреин—викторијус        | 32    |

### Брдска класификација
| Позиција | Возач                       | Тим                  | Поени |
| -------- | --------------------------- | -------------------- | ----- |
| 1.       | Бруно Армираил (ФРА)        | Групама—ФДЈ          | 36    |
| 2.       | Тадеј Погачар (СЛО)         | УАЕ тим емирејтс ХРГ | 33    |
| 3.       | Серхио Игита (КОЛ)          | ХДС Астана           | 27    |
| 4.       | Јонас Вингегор (ДАН)        | Визма—лејз а бајк    | 26    |
| 5.       | Лени Мартинез (ФРА)         | Бахреин—викторијус   | 23    |
| 6.       | Хуан Гиљермо Мартинез (КОЛ) | Пикник постнл        | 18    |
| 7.       | Ромен Барде (ФРА)           | Пикник постнл        | 16    |
| 8.       | Флоријан Липовиц (ЊЕМ)      | Ред бул—Бора–ханзго  | 15    |
| 9.       | Метју ван дер Пул (ХОЛ)     | Алпесин—декунинк     | 14    |
| 10.      | Алекс Боден (ФРА)           | ЕФ едукејшон—изипост | 13    |

### Класификација за најбољег младог возача
| Позиција | Возач                  | Тим                       | Вријеме     |
| -------- | ---------------------- | ------------------------- | ----------- |
| 1.       | Флоријан Липовиц (ЊЕМ) | Ред бул—Бора–ханзго       | 29ч 22' 24" |
| 2.       | Ремко Евенепул (БЕЛ)   | Судал—Квик-степ           | + 1' 43"    |
| 3.       | Пол Сегзас (ФРА)       | Декатлон АГ2Р ла мондијал | + 5' 47"    |
| 4.       | Карлос Родригез (ШПА)  | Инеос гренадирс           | + 6' 19"    |
| 5.       | Бен Тулет (УК)         | Визма—лејз а бајк         | + 10' 30"   |
| 6.       | Матис Рондел (ФРА)     | Тудор про сајклинг        | + 14' 21"   |
| 7.       | Лени Мартинез (ФРА)    | Бахреин—викторијус        | + 36' 14"   |
| 8.       | Луј Баре (ФРА)         | Интермарше—ванти          | + 39' 25"   |
| 9.       | Бен Хили (ИРС)         | ЕФ едукејшон—изипост      | + 45' 13"   |
| 10.      | Иван Ромео (ШПА)       | Мовистар                  | + 46' 37"   |

### Тимска класификација
| Позиција | Тим                       | Вријеме      |
| -------- | ------------------------- | ------------ |
| 1.       | Визма—лејз а бајк         | 88ч 16' 04"  |
| 2.       | Декатлон АГ2Р ла мондијал | + 39' 05"    |
| 3.       | Бахреин—викторијус        | + 49' 21"    |
| 4.       | Ред бул—Бора–ханзго       | + 51' 22""   |
| 5.       | УАЕ тим емирејтс ХРГ      | + 51' 46"    |
| 6.       | Мовистар                  | + 54' 57"    |
| 7.       | ЕФ едукејшон—изипост      | + 1ч 10' 54" |
| 8.       | Инеос гренадирс           | + 1ч 16' 28" |
| 9.       | Групама—ФДЈ               | + 1ч 17' 29" |
| 10.      | Судал—Квик-степ           | + 1ч 28' 58" |